# Enicurus velatus
Torrenteiro-das-sundas ou torrenteiro-da-sunda (Enicurus velatus) é uma espécie de ave da família Muscicapidae.
É endémica da Indonésia.
Os seus habitats naturais são: florestas subtropicais ou tropicais húmidas de baixa altitude e regiões subtropicais ou tropicais húmidas de alta altitude.